# Giovanni di Bernardo Rucellai

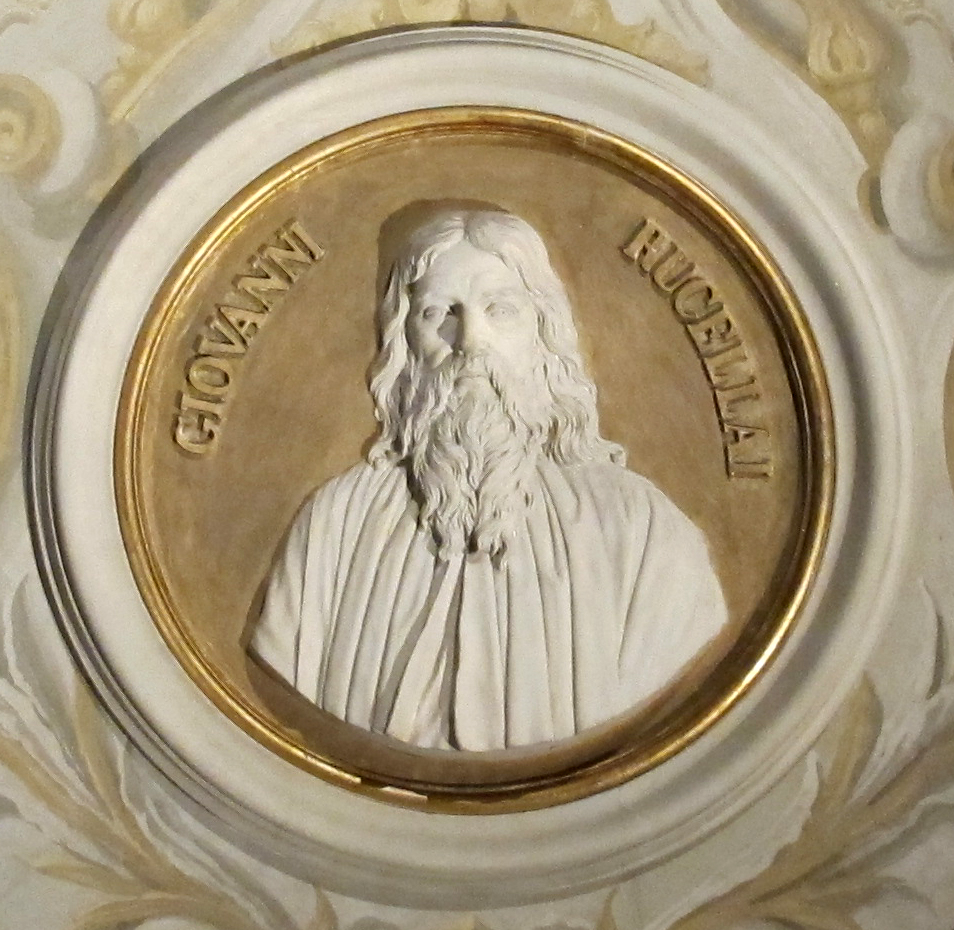
Giovanni di Bernardo Rucellai.

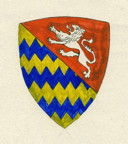
Stemma Rucellai.

Frontespizio di un'edizione antica della tragedia Rosamunda.

Giovanni di Bernardo Rucellai, detto anche Giovanni II, per distinguerlo dal nonno Giovanni di Paolo Rucellai (Firenze, 20 ottobre 1475 – Roma, 3 aprile 1525), è stato uno scrittore italiano del Quattrocento.

## Biografia
Il padre, Bernardo Rucellai, era un famoso umanista, marito di Nannina de' Medici, la sorella maggiore del suo fraterno amico Lorenzo il Magnifico. Giovanni frequentò assieme a Piero Vettori la scuola di eloquenza del filosofo Francesco Cattani da Diacceto, allievo di Marsilio Ficino, dal quale apprese greco, latino e filosofia; ebbe modo inoltre di viaggiare in Veneto e in Provenza.
Quando nel 1494 i Medici vennero banditi da Firenze, anche la sua famiglia fu bandita per via della sua parentela, e si rifugiò a Roma. In questi anni fu ambasciatore fiorentino a Venezia quando nel 1505 Luigi XII di Francia richiese che al giurista Filippo Decio fosse concesso di lasciare il suo posto a Padova, nel Veneziano, e andare a Pavia, nel Milanese. Da una lettera del maggio 1506 sappiamo che era col padre ad Avignone.
Nel settembre 1512, Giovanni e suo fratello maggiore Palla erano forse fra coloro che, quando arrivò da Firenze la notizia del sacco di Prato ad opera di Ramón de Cardona, andò a Palazzo della Signoria per domandare la resa del gonfaloniere Pier Soderini e il rientro dei Medici. 
Dopo il ritorno dei Medici (1512), godette dell'appoggio del suo parente Lorenzo di Piero de' Medici, che lo fece Maestro di Caccia, e poi provveditore dell'Arte della Lana. Giovanni fu tra quelli che accompagnarono il cugino Giovanni di Lorenzo de' Medici, cioè papa Leone X, quando andò a Bologna per negoziare con Francesco I di Francia dopo la battaglia di Marignano (1515). In questi anni Giovanni frequentò assiduamente la splendida corte romana e fu lusingato con la proposta del cardinalato che, invero, non arriverà mai.
Tra il ritorno di Leone X da Bologna a Firenze (22 dicembre 1515) e la sua partenza da qui per Roma (19 febbraio 1516), presso gli Orti Oricellari si svolse la rappresentazione della sua tragedia Rosamunda e della tragedia Sofonisba composta da Gian Giorgio Trissino; oltre a Leone X e allo stesso Trissino, erano forse presenti Niccolò Machiavelli e Luigi Alamanni.
Nel 17 marzo 1516, Lorenzo di Piero de' Medici fu elevato da Leone X a capitano generale della Chiesa: Giovanni lo accompagnò a Roma e iniziò la carriera ecclesiastica. Quando morì Leone X, il 1º dicembre 1521, Giovanni era in Francia come Nunzio Apostolico.
Giovanni rientrò allora a Firenze, iniziò la composizione del poemetto Le api nella splendida villa di Quarnecchi, e a capo della delegazione fiorentina di 6 ambasciatori, si recò a Roma per l'elezione del nuovo papa Papa Adriano VI, il precettore dell'imperatore Carlo V d'Asburgo, per il quale lesse una orazione in latino che ci è rimasta. 
Più tardi Papa Clemente VII, sempre un Medici, lo nominò castellano di Castel Sant'Angelo, un prestigioso ufficio che ricoprì insediandosi a Roma e conservandolo fino alla morte. A fine marzo 1525, come ricorda Pierio Valeriano nel De litteratorum infelicitate, Giovanni Rucellai si ammalò di una febbre fulminea, che lo portò in pochi giorni alla morte, avvenuta in data imprecisata precedente al 4 aprile 1525.

## Opere
Giovanni di Bernardo ha scritto sostanzialmente 4 opere: 
1. L'Orazione in latino per Adriano VI;
2. Due tragedie, cioè l'Oreste, sul modello dell'Ifigenia in Tauride di Euripide, e la Rosamunda, basata sull'Ecuba dello stesso, verosimilmente completate prima del 1516. La Rosamunda fu pubblicata a Siena nel 1525, e più volte poi ristampata, mentre l'Oreste, nonostante gli sforzi di Benedetto Varchi, fu pubblicata solo nel 1723 nel primo tomo del Teatro italiano, o sia, Scelta di tragedie per uso della scena, curato Scipione Maffei. In cui compare assieme alla Sofonisba, alla traduzione dell'Edipo di Sofocle di Orsatto Giustiniano (con la quale era stato inaugurato il Teatro Olimpico di Andrea Palladio, allievo del Trissino), e alla Merope di Pomponio Torelli, quattro tragedie di chiaro gusto grecizzante molto in voga ai principii del Cinquecento.
3. Vi è in ultimo il breve poemetto in endecasillabi sciolti intitolato Le Api, molto importante perché, utilizzando uno specchio concavo come microscopio semplice, riuscì a descrivere accuratamente l'anatomia di questi imenotteri (è la più antica testimonianza di osservazioni microscopiche), anticipando di cent'anni il microscopio composto[senza fonte]. Il breve poemetto fu scritto precedentemente al 1524, ma pubblicato postumo nel 1539 da suo fratello Palla e da lui dedicato a Gian Giorgio Trissino. Fu scritto nella villa di Quaracchi, poco lontano da Firenze ed è una parafrasi del libro IV delle Georgiche conclusa da una lunga lode al Trissino. L'opera però, grazie alla viva conoscenza del mondo della campagna, non manca di spunti vivaci e originali, nati dall'osservazione diretta degli alveari. I giardini di Quaracchi, bellissimi come si vede nelle stampe d'epoca, trovano riscontro nella descrizione data Giovanni di Paolo Rucellai, il nonno di Giovanni, nel suo Zibaldone, e sono da considerarsi tra i primi esempi di giardino all'italiana.

La produzione del Rucellai è strettamente legata, insomma, al circolo culturale degli Orti Oricellari: inaugurato da suo padre Bernardo, qui aveva sede l'Accademia Platonica e qui serpeggiava in alcuni momenti un velato astio contro il regime dei Medici, tanto da essere frequentata dal repubblicano Niccolò Machiavelli. Negli Orti si riunivano ancora il giovane poeta Luigi Alamanni, che finirà in Francia al rientro dei Medici, e soprattutto il celebre grecista e linguista vicentino Gian Giorgio Trissino, figura centrale del Rinascimento e che fu in un certo senso il mèntore del Rucellai come poi lo fu di Andrea Palladio. 
Il Trissino giunse a Firenze nel 1512 portando sotto mano uno dei tre manoscritti superstiti del De vulgari eloquentia di Dante Alighieri da lui ritrovato a Padova. Presso gli Orti compose, lesse, e forse fece rappresentare davanti a Leone X, la sua tragedia Sofonisba, testo fondamentale nella storia della letteratura europea essendo la prima tragedia regolare della poesia moderna (cioè la prima tragedia composta secondo i modelli classici e secondo le regole date da Aristotele), dove fa la sua prima comparsa l'endecasillabo sciolto (cioè senza rima), metro nuovo inventato dal Trissino per emulare i trimetri giambici classici. 
Da qui il gusto palesemente classico, spiccatamente greco più che latino, che anima sia la poesia di Luigi Alamanni sia di Giovanni stesso, che subirono fortemente l'influsso del vicentino: le due tragedie di Giovanni sono di imitazione euripidea e, come le Api, in endecasillabi sciolti, non a caso, ma lo stesso si può dire dell'Alamanni che comporrà un poemetto ispirato alle Georgiche virgiliane, le famose Coltivazioni (testo destinato a grande fortuna), e la tragedia Antigone, oltre che a poesie si ispirazione pindarica, già sperimentata dal Trissino.
Non è, invero, lecito dedurre automaticamente che sia stato il Rucellai a farsi suggestionare dal Trissino (la Sofonisba non è di certissima datazione, infatti, e verrà stampata solo nel 1524 a Roma), ma la maggiore età del Trissino e la sua rilevanza intellettuale già affermata all'epoca lasciano lecito dedurre che sia stato il vicentino influire sul giovane Rucellai.
Il Trissino farà del Rucellai il protagonista del suo dialogo sulla lingua il Castellano (1529), mentre, come accennato, le Api vengono chiuse da un lungo elogio del Trissino, che appare nelle vesti di un grande esegeta platonico e pitagorico (vedi il paragrafo Il profilo religioso del Trissino in Gian Giorgio Trissino). 
ll Rucellai inoltre è protagonista anche del Dialogo sulla mutazione di Firenze di Bartolomeo Cerretani (1520-1521), dell'incompiuto Dialogo di Baccio Valori, Giovanni Rucellai, Paolo Vettori e Luigi Guicciardini delle azioni della vita loro (Firenze, Biblioteca nazionale centrale, Magliabechiano VIII 1422, cc. 1-7r) di Luigi Guicciardini, e del Dialogo sugli uomini e le donne illustri del nostro tempo di Paolo Giovio.

## Edizioni
- Rosmunda di misser Giouanni Ruscellai patritio fiorentino. Et della rocca di Adriano defensore fidelissimo, Siena, per Michelagnolo di Bartho, 1525.
- Le api di M. Giouanni Rucellai gentil'huomo fiorentino, le quali compose in Roma de l'anno MDXXIIII, essendo quivi castellano di Castel Sant'Angelo, Vinegia, per Giouanni Antonio di Nicolini da Sabio, 1539.
- Oratio Johannis Oricellarii ad Hadrianum VI. Pontificem Maximum, in Apostolo Zeno, Piercaterino Zeno, Giornale de' letterati d'Italia, tomo XXXIII, parte I, Venezia, appresso Gio. Gabbriello Hertz, 1721.
- Oreste, in Teatro italiano, o sia, Scelta di tragedie per uso della scena, a cura di Scipione Maffei, tomo primo, Verona, presso Jacopo Vallarsi,1723.
- L'Oreste tragedia di monsignor Giovanni Rucellai rappresentata nel Collegio Clementino nelle vacanze del Carnovale dell'anno 1726. Consacrata all'eminentissimo, e reverendissimo principe, il signor cardinale Benedetto Pamfilio, protettore del Collegio Clementino, Chracas, presso San Marco al Corso, 1726.
- Le opere di M. Giovanni Rucellai: ora per la prima volta in un volume raccolte, e con somma diligenza ristampate, Padova, appresso Giuseppe Comino, 1772 [e ristampe].
- Le Api sono ristampate, assieme alle Coltivazioni dell'Alamanni, nell'edizione 1804 della Società Tipografica dei Classici Italiani di Milano, col commento di Roberto Titi.
- Rosmunda Tragedia Di Messer Giovanni Rucellai Patrizio Fiorentino; Ristampata Con Notizie Letterarie Ed Annotazioni Di Giovanni Povoleri Vicentino, Gale Ecco Prints, 2010.
- Giovanni di Paolo Rucellai, Zibaldone, a cura di Gabriella Battista, Firenze, Edizioni del Galluzzo, 2013.